# Торії

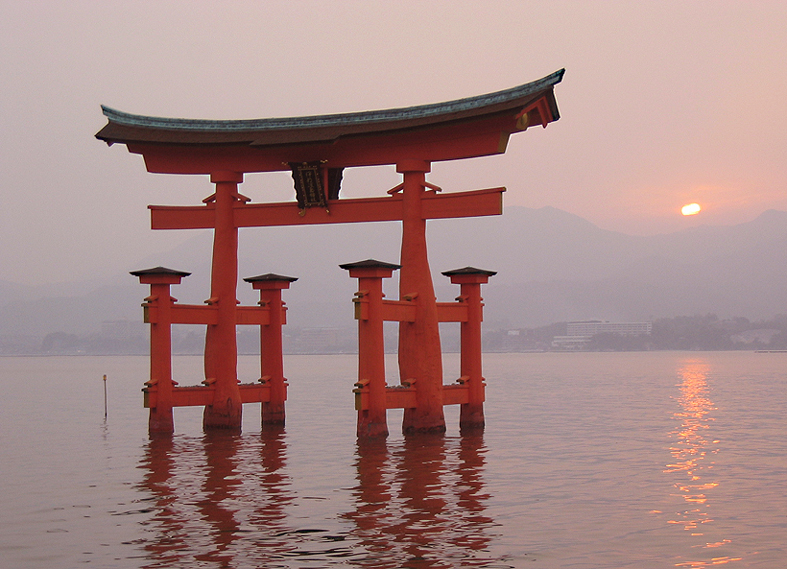
Торії перед всесвітньо відомим святилищем Іцукусіма (Хацукаїті, префектура Хіросіма).

То́рії (яп. 鳥居, кириліз.: торіі, досл. «місце для птахів» чи «сідало») — ворота перед синтоїстськими святилищами (дзіндзя) у Японії, які уособлюють межу між суєтним і божественним просторами, позначаючи вхід до світу богів (камі).
Конструкція торії досить проста — два вертикальні стовпи з двома поперечними балками у верхній частині. Інколи по центру двох поперечних балок може розташовуватись вертикальна підпірка з написом із назвою святилища або без нього. Такі ворота виготовляються з дерева чи каменю. Їх інколи покривають кіноварним або червоним кольором, хоча частіше залишать непофарбованими.
Торії є символом японської традиційної релігії синто та її місць поклоніння — дзіндзя. Інколи ці ворота встановлюють на території храмів чи усипальниць, що належать в Японії до буддизму.
Як правило, перед одним святилищем розміщують одні або двоє торії. Винятком є святилища, присвячені Інарі, божеству врожаю, плодовитості і успіху, які мають зазвичай багато таких воріт. Наприклад, на території Кіотського святилища Фусімі Інарі тайся розташовані тисячі торії, що були пожертвувані політиками і підприємцями в знак подяки за почуті молитви.